# 赤石市平
赤石 市平（あかいし いちへい、生没年不詳）は、江戸時代後期の陶工。

## 経歴・人物
播磨国の人物。舞子焼を能くし、大森貝塚を発見したモースに評された。作品には「赤石市平」「まひこ」「市平」などの銘が付けられている。